# Dorthe Damsgaard
Dorthe Damsgaard (født 7. maj 1969), er en dansk stripper og pornomodel, der i slutningen af 1990'erne medvirkede i en mængde hardcore-sexfilm, såsom Barny Nygaards Love in Copenhagen (1999) og Gritt Uldall-Jessens afsnit af Girls Inc. (1999).
Som ung teenager havde hun en statistrolle i Bille Augusts Bodil-belønnede spillefilm Zappa (1983).